# Ion Tomescu
Ion Tomescu (născut la 3 iunie 1937) este un fost deputat român. În legislatura 1990-1992 Ion Tomescu a fost ales în județul Gorj pe listele partidului FSN. În legislatura 1992-1996, Ion Tomescu a fost validat ca deputat când l-a înlocuit pe deputatul Nicolae Mischie pe listele PDSR. Ion Tomescu a făcut parte din grupul parlamentar de prietenie cu Republica Liban.